# Scholz-Arena
El Scholz-Arena se ubica en Aalen, en el estado federado de Baden-Württemberg, Alemania. Su equipo titular es el VfR Aalen, club que actualmente juega en la 3. Liga.

## Historia

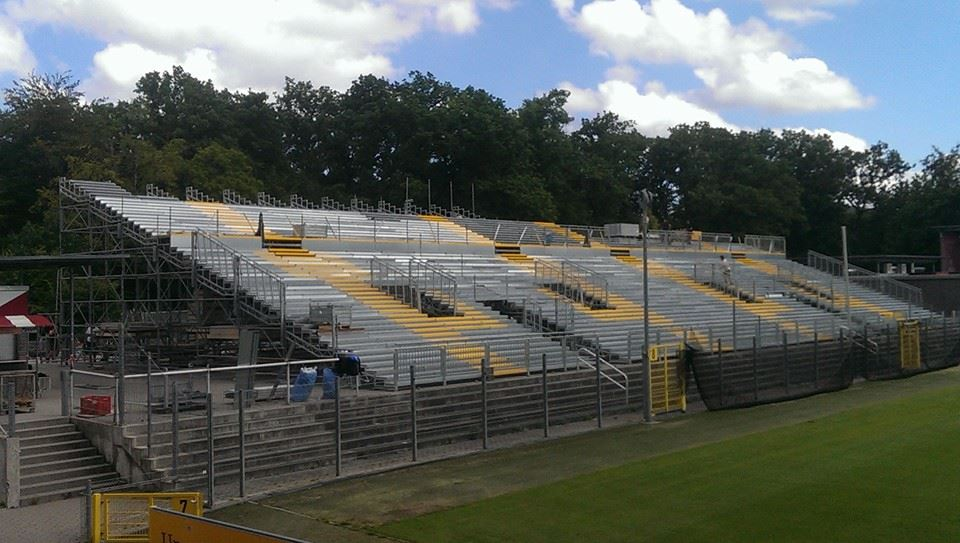
La construcción del nuevo soporte Oriente, Fecha Alta: 25 de junio 2014.

El terreno en el oeste de Aalen bosque cercano centro  Rohrwang  fue en 1947 asignado al VfR Aalen, que estaba buscando un nuevo camino a casa de la administración forestal. Una vez finalizado el trabajo de la encuesta a principios de 1948 comenzó con los movimientos de tierra, que suman alrededor de 16.000 se trasladaron de metros cúbicos de tierra. Máquinas presuntos Este trabajo fue realizado casi exclusivamente por parte de los miembros del club. El estadio final con gradas de madera y de pie como Wall postura opuesta fue el 4 de septiembre de 1949, el nombre de  VFR Stadium en Rohrwang  con un partido contra la división de zona 1. FSV Maguncia 05 inauguró (resultado 3:5). El 18 m de largo, 9 m de profundidad y en la parte delantera 5,20; soy alta tribuna tenía 300 asientos, por un permanente incremento de punto 40 cm de ancho presa de audiencia en el patio Altura ofreció el estadio completo acomodar 15000; los espectadores. 
Debido a la renovación y ampliación de trabajo para un total de aproximadamente 300 000 DM fue suspendido por dos años y medio en el estadio Rohrwang desde la primavera de 1964. Espectadores su ascenso a los juegos de segunda división a cabo aquí a veces complementados con tribunas adicionales; vuelta en el estadio renovado, el VfR Aalen jugaron allí en la década de 1970 antes hasta 9000. Los espectadores de los juegos, en la normalidad cotidiana de la liga de la liga y las ligas menores en los años 1980 y 1990 eran en su mayoría alrededor de 1000.
En 1988 vendió la VfR Aalen debido a su alto nivel de endeudamiento, el  VFR Stadium en Rohrwang  de 550.000 DM a la ciudad Aalen, fue entonces el estadio  Municipal Waldstadion Aalen  cambiado de nombre.
Después de 1998 el Sur Stand realizado, construido en el año 1999, los nuevos y establecidos de prensa y de la policía coches casa club en el sur de soporte y 2000 edificio kiosco sanitaria en el campo del estadio noreste se construyó, se decidió, como el comienzo VfR Aalen del milenio el aumento de la 2. Bundesliga pasado como un objetivo de reconstruir el estadio de segunda división adecuada. Fue renovado y modernizado 2001-2003. Para este fin, el soporte del Norte fue construido, erigido una terraza de pie en el lado oeste y se extiende las etapas de pie en el lado este. Además, el terreno de juego en 4m que se amplió y un nuevo sistema de sonido, una pantalla de vídeo y una forma adecuada para la transmisión de los reflectores de televisión instaladas. El costo total de la expansión completada en 2003 ascendió a aproximadamente 12,87 millones de euros. También instalado por el aumento esperado en la 2. Bundesliga, la ciudad Aalen en el verano de 2008, en conformidad con las normas de DFL se requiere calefacción césped. Por razones de costo, este estadio ha cambiado de nombre, los derechos del nombre aseguraron la empresa de reciclaje de metal Scholz AG y el Scholz Edelstahl durante cinco años
Después de la recuperación, el ascenso a la 2. Bundesliga en 2012, el DFL haya expedido el permiso con la condición de que un período transitorio de al menos 12.000 asientos (en lugar de realmente requiere 15.000 asientos) oferta. Por lo tanto, en junio de 2012 un provisional fue construido en forma de una grada móvil con 2.088 cubiertas habitación permanente El DFL hizo con la concesión de licencias para la temporada 2014/2015 para ampliar el estadio de 15.000 asientos en dos secciones de expansión para el descanso. se basa en la decisión del consejo municipal para Aalener temporada 2014/15 la expansión del soporte Este de 2.088 a 3.335 plazas de pie, por lo que con el inicio de la temporada y 14.500 plazas de pie están disponibles. Para la temporada 2015/16 después de la expansión de la tribuna principal será ejecutado por otros 500 asientos.
Cuando final de la Copa de VfB Stuttgart contra Borussia Dortmund, que fue también el primer partido después de la reconstrucción, el antiguo Waldstadion fue vendida primero. El récord de asistencia para un auto-descarga de la VfR Aalen juego era la Copa DFB (primera ronda) el 16 de agosto de 2010, en comparación con FC Schalke 04. El juego vio gracias a un adicional de 13.452 personas viven en las gradas del estadio. El juego terminó con casi 1: 2.
El estadio ha sido sede de partidos de la UEFA Euro Femenina de 2001 y de los partidos internacionales de la El equipo femenino alemán, al jugar varios equipos nacionales juveniles de Alemania y la Copa DFB League.
Además, el Scholz Arena también el lugar de celebración de conciertos; por lo que el número de público fue en un concierto de Herbert Grönemeyer en 2003, aproximadamente 30.000. Posteriormente, sin embargo, tuvo que ser sustituido el césped. Notoriedad a nivel nacional se le dio la ciudad de Aalen, ya que ofrecen un concierto de la estrella del pop británico Elton John negado como el propietario del estadio por este motivo en el 2007 a pesar de las vehementes protestas de la ciudadanía. El 30 de mayo 2008 Herbert Grönemeyer se unió de nuevo en el Waldstadion, había alrededor de 24.000 visitantes.
En octubre de 2012, el patrocinador nombre retiró la opción para un niño de cinco años Otros homónimo casa de VfR Aalen para quedarse. Así, el estadio al menos hasta 2018  Scholz Arena  caliente

## Panorámica

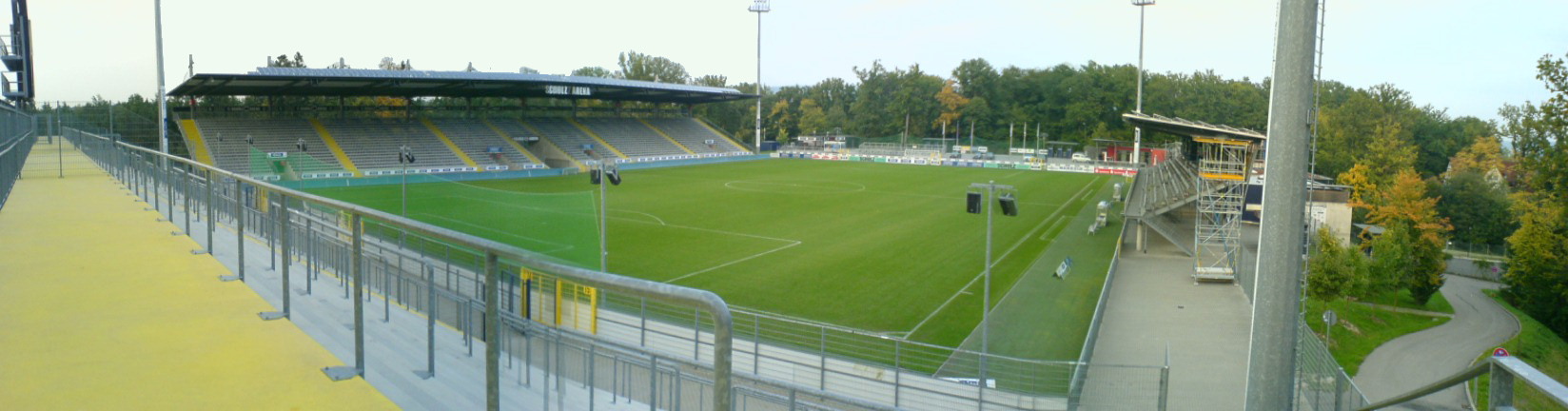
El estadio en todo su esplendor.